# Grande Prêmio da Alemanha de 1992
Resultados do Grande Prêmio da Alemanha de Fórmula 1 realizado em Hockenheim em 26 de julho de 1992. Décima etapa do campeonato, foi vencido pelo britânico Nigel Mansell, da Williams-Renault, com Ayrton Senna em segundo pela McLaren-Honda e Michael Schumacher em terceiro pela Benetton-Ford.

## Classificação da prova

### Pre-classificação
| Pos. | Nº | Piloto            | Construtor          | Tempo    | Dif.   |
| ---- | -- | ----------------- | ------------------- | -------- | ------ |
| 1    | 15 | Gabriele Tarquini | Fondmetal-Ford      | 1:45.518 | —      |
| 2    | 29 | Bertrand Gachot   | Venturi-Lamborghini | 1:45.766 | +0.248 |
| 3    | 30 | Ukyo Katayama     | Venturi-Lamborghini | 1:46.599 | +1.081 |
| 4    | 14 | Andrea Chiesa     | Fondmetal-Ford      | 1:48.502 | +2.984 |
| 5    | 34 | Roberto Moreno    | Andrea Moda-Judd    | 1:48.878 | +3.360 |
| EXC  | 35 | Perry McCarthy    | Andrea Moda-Judd    | —        | —      |

### Treinos
| Pos.    | Nº | Piloto             | Construtor           | Q1       | Q2       | Dif.    |
| ------- | -- | ------------------ | -------------------- | -------- | -------- | ------- |
| 1       | 5  | Nigel Mansell      | Williams-Renault     | 1:38.340 | 1:37.960 | —       |
| 2       | 6  | Riccardo Patrese   | Williams-Renault     | 1:40.501 | 1:38.310 | + 0.350 |
| 3       | 1  | Ayrton Senna       | McLaren-Honda        | 1:40.331 | 1:39.106 | + 1.146 |
| 4       | 2  | Gerhard Berger     | McLaren-Honda        | 1:40.869 | 1:39.716 | + 1.756 |
| 5       | 27 | Jean Alesi         | Ferrari              | 1:42.563 | 1:40.959 | + 2.999 |
| 6       | 19 | Michael Schumacher | Benetton-Ford        | 1:42.183 | 1:41.132 | + 3.172 |
| 7       | 26 | Erik Comas         | Ligier-Renault       | 1:43.696 | 1:41.942 | + 3.982 |
| 8       | 25 | Thierry Boutsen    | Ligier-Renault       | 1:42.930 | 1:42.112 | + 4.152 |
| 9       | 20 | Martin Brundle     | Benetton-Ford        | 1:43.614 | 1:42.136 | + 4.176 |
| 10      | 16 | Karl Wendlinger    | March-Ilmor          | 1:44.173 | 1:42.357 | + 4.397 |
| 11      | 12 | Johnny Herbert     | Lotus-Ford           | 1:46.164 | 1:42.645 | + 4.685 |
| 12      | 28 | Ivan Capelli       | Ferrari              | 1:43.744 | 1:42.748 | + 4.788 |
| 13      | 11 | Mika Häkkinen      | Lotus-Ford           | 1:44.370 | 1:42.749 | + 4.789 |
| 14      | 3  | Olivier Grouillard | Tyrrell-Ilmor        | 1:44.689 | 1:42.797 | + 4.837 |
| 15      | 10 | Aguri Suzuki       | Footwork-Mugen/Honda | 1:44.359 | 1:42.838 | + 4.878 |
| 16      | 30 | Ukyo Katayama      | Venturi-Lamborghini  | 1:46.406 | 1:43.079 | + 5.119 |
| 17      | 9  | Michele Alboreto   | Footwork-Mugen/Honda | 1:43.574 | 1:43.171 | + 5.211 |
| 18      | 22 | Pierluigi Martini  | Dallara-Ferrari      | 1:45.099 | 1:43.556 | + 5.596 |
| 19      | 15 | Gabriele Tarquini  | Fondmetal-Ford       | 1:44.661 | 1:43.777 | + 5.817 |
| 20      | 4  | Andrea de Cesaris  | Tyrrell-Ilmor        | 1:43.790 | 1:44.505 | + 5.830 |
| 21      | 21 | J. J. Lehto        | Dallara-Ferrari      | 1:45.132 | 1:43.931 | + 5.971 |
| 22      | 17 | Paul Belmondo      | March-Ilmor          | 1:45.190 | 1:44.130 | + 6.170 |
| 23      | 33 | Maurício Gugelmin  | Jordan-Yamaha        | 1:45.941 | 1:44.521 | + 6.561 |
| 24      | 23 | Alessandro Zanardi | Minardi-Lamborghini  | 1:45.788 | 1:44.593 | + 6.633 |
| 25      | 29 | Bertrand Gachot    | Venturi-Lamborghini  | s/ tempo | 1:44.596 | + 6.636 |
| 26      | 24 | Gianni Morbidelli  | Minardi-Lamborghini  | 1:45.455 | 1:44.763 | + 6.803 |
| 27      | 32 | Stefano Modena     | Jordan-Yamaha        | 1:46.211 | 1:45.088 | + 7.128 |
| 28      | 7  | Eric van de Poele  | Brabham-Judd         | 1:47.321 | 1:45.098 | + 7.138 |
| 29      | 14 | Andrea Chiesa      | Fondmetal-Ford       | 1:46.362 | 1:45.459 | + 7.499 |
| 30      | 8  | Damon Hill         | Brabham-Judd         | 1:49.843 | 1:45.871 | + 7.911 |
| Fontes: |    |                    |                      |          |          |         |

### Corrida
| Pos.    | Nº | Piloto             | Construtor              | Voltas | Tempo/Diferença | Grid | Pontos |
| ------- | -- | ------------------ | ----------------------- | ------ | --------------- | ---- | ------ |
| 1       | 5  | Nigel Mansell      | Williams-Renault        | 45     | 1:18:22.032     | 1    | 10     |
| 2       | 1  | Ayrton Senna       | McLaren-Honda           | 45     | + 4.500         | 3    | 6      |
| 3       | 19 | Michael Schumacher | Benetton-Ford           | 45     | + 34.462        | 6    | 4      |
| 4       | 20 | Martin Brundle     | Benetton-Ford           | 45     | + 36.959        | 9    | 3      |
| 5       | 27 | Jean Alesi         | Ferrari                 | 45     | + 1:12.607      | 5    | 2      |
| 6       | 26 | Erik Comas         | Ligier-Renault          | 45     | + 1:36.498      | 7    | 1      |
| 7       | 25 | Thierry Boutsen    | Ligier-Renault          | 45     | + 1:37.180      | 8    |        |
| 8       | 6  | Riccardo Patrese   | Williams-Renault        | 44     | Rodou           | 2    |        |
| 9       | 9  | Michele Alboreto   | Footwork-Mugen/Honda    | 44     | + 1 volta       | 17   |        |
| 10      | 21 | J. J. Lehto        | Scuderia Italia-Ferrari | 44     | + 1 volta       | 21   |        |
| 11      | 22 | Pierluigi Martini  | Scuderia Italia-Ferrari | 44     | + 1 volta       | 18   |        |
| 12      | 24 | Gianni Morbidelli  | Minardi-Lamborghini     | 44     | + 1 volta       | 26   |        |
| 13      | 17 | Paul Belmondo      | March-Ilmor             | 44     | + 1 volta       | 22   |        |
| 14      | 29 | Bertrand Gachot    | Venturi-Lamborghini     | 44     | + 1 volta       | 25   |        |
| 15      | 33 | Maurício Gugelmin  | Jordan-Yamaha           | 43     | + 2 voltas      | 23   |        |
| 16      | 16 | Karl Wendlinger    | March-Ilmor             | 42     | + 3 voltas      | 10   |        |
| Ret     | 15 | Gabriele Tarquini  | Fondmetal-Ford          | 33     | Motor           | 19   |        |
| Ret     | 4  | Andrea de Cesaris  | Tyrrell-Ilmor           | 25     | Motor           | 20   |        |
| Ret     | 12 | Johnny Herbert     | Lotus-Ford              | 23     | Motor           | 11   |        |
| Ret     | 28 | Ivan Capelli       | Ferrari                 | 21     | Motor           | 12   |        |
| Ret     | 11 | Mika Häkkinen      | Lotus-Ford              | 21     | Motor           | 13   |        |
| Ret     | 2  | Gerhard Berger     | McLaren-Honda           | 16     | Pane elétrica   | 4    |        |
| Ret     | 3  | Olivier Grouillard | Tyrrell-Ilmor           | 8      | Motor           | 14   |        |
| Ret     | 30 | Ukyo Katayama      | Venturi-Lamborghini     | 8      | Rodou           | 16   |        |
| Ret     | 10 | Aguri Suzuki       | Footwork-Mugen/Honda    | 1      | Rodou           | 15   |        |
| Ret     | 23 | Alessandro Zanardi | Minardi-Lamborghini     | 1      | Câmbio          | 24   |        |
| DNQ     | 32 | Stefano Modena     | Jordan-Yamaha           |        |                 |      |        |
| DNQ     | 7  | Eric van de Poele  | Brabham-Judd            |        |                 |      |        |
| DNQ     | 14 | Andrea Chiesa      | Fondmetal-Ford          |        |                 |      |        |
| DNQ     | 8  | Damon Hill         | Brabham-Judd            |        |                 |      |        |
| DNPQ    | 34 | Roberto Moreno     | Andrea Moda-Judd        |        |                 |      |        |
| EXC     | 35 | Perry McCarthy     | Andrea Moda-Judd        |        |                 |      |        |
| Fontes: |    |                    |                         |        |                 |      |        |

## Tabela do campeonato após a corrida
| Pos.    | Piloto             | Pontos |
| ------- | ------------------ | ------ |
| 1       | Nigel Mansell      | 86     |
| 2       | Riccardo Patrese   | 40     |
| 3       | Michael Schumacher | 33     |
| 4       | Ayrton Senna       | 24     |
| 5       | Gerhard Berger     | 20     |
| Fontes: |                    |        |

| Pos.    | Construtor       | Pontos |
| ------- | ---------------- | ------ |
| 1       | Williams-Renault | 126    |
| 2       | Benetton-Ford    | 49     |
| 3       | McLaren-Honda    | 44     |
| 4       | Ferrari          | 15     |
| 5       | Lotus-Ford       | 7      |
| Fontes: |                  |        |

- Nota: Somente as primeiras cinco posições estão listadas.